# Плавниця (Нижньосілезьке воєводство)
Плавниця (пол. Pławnica, нім. Plomnitz) — село в Польщі, у гміні Бистшиця-Клодзька Клодзького повіту Нижньосілезького воєводства.
Населення — 464 особи (2011).
У 1975-1998 роках село належало до Валбжиського воєводства.

## Демографія
Демографічна структура станом на 31 березня 2011 року:
|          | Загалом | Допрацездатний вік | Працездатний вік | Постпрацездатний вік |
| -------- | ------- | ------------------ | ---------------- | -------------------- |
| Чоловіки | 235     | 45                 | 168              | 22                   |
| Жінки    | 229     | 39                 | 136              | 54                   |
| Разом    | 464     | 84                 | 304              | 76                   |